# Ronald Muldrow
Ronald Muldrow (* 2. Februar 1949 in Chicago, Illinois; † 31. Januar 2007 in Los Angeles) war ein US-amerikanischer Gitarrist des Soul Jazz und Hard Bop.

## Leben und Wirken
Muldrow gründete bereits in der High School eigene Bands. Er studierte Jazz an der Roosevelt University in Chicago (Bachelor) und vertiefte seine Studien in Studio- und Jazzgitar an der USC Thornton School of Music (Master). Er arbeitete zunächst mit den Staple Singers und spielte so auch mit Willie Bobo, Les McCann oder Dizzy Gillespie. Er wurde vor allem bekannt durch seine Arbeiten mit Eddie Harris, den er als seinen musikalischen Vater bezeichnete und mit dem er seit Ende der sechziger Jahre für mehr als 20 Jahre zusammenarbeitete. Bekannt wurden Aufnahmen wie That Is Why You’re Overweight (1976) oder I Need Some Money (1975) und tourte mit Ronnie Laws und Maceo Parker. Mit der Formation Dizzazz des Sängers und Saxophonisten Luther Thomas trat er beim Jazzfestival in Moers auf. Im Jahr 1992 wirkte er erneut auf einem Album von Eddie Harris mit (Listen Here!). Ab 1996 trat er mit eigenen Bands regelmäßig in Clubs in Los Angeles auf, spielte aber auch auf dem Newport Jazz Festival. 
Sein Gitarrenstil war beeinflusst vom Jazz-Gitarristen Wes Montgomery, dem er ein Album widmete.

## Diskographische Hinweise

### Soloalben
- Gnowing You (L + R, 1991) mit Larry Goldings, Jimmy Madison
- Diaspora (Enja, 1995)
- Facing Wes (1996)

### Alben als Sideman von Eddie Harris
- In The U.K. / Is It In; 1973 (CD 1999) mit Eddie Harris, Albert Lee, Jeff Beck, Steve Winwood, Chris Squire, Alan White, Tony Kaye, Rufus Reid
- I Need Some Money (1975, Atlantic Records)
- That is Why You’re Overweight, (1976, Atlantic)
- Listen Here! (Enja, 18992)